# Onthophagus peninsulocupreus
Onthophagus peninsulocupreus är en skalbaggsart som beskrevs av Jan Krikken och Huijbregts 2009. Onthophagus peninsulocupreus ingår i släktet Onthophagus och familjen bladhorningar. Inga underarter finns listade i Catalogue of Life.